# Raven Alexis

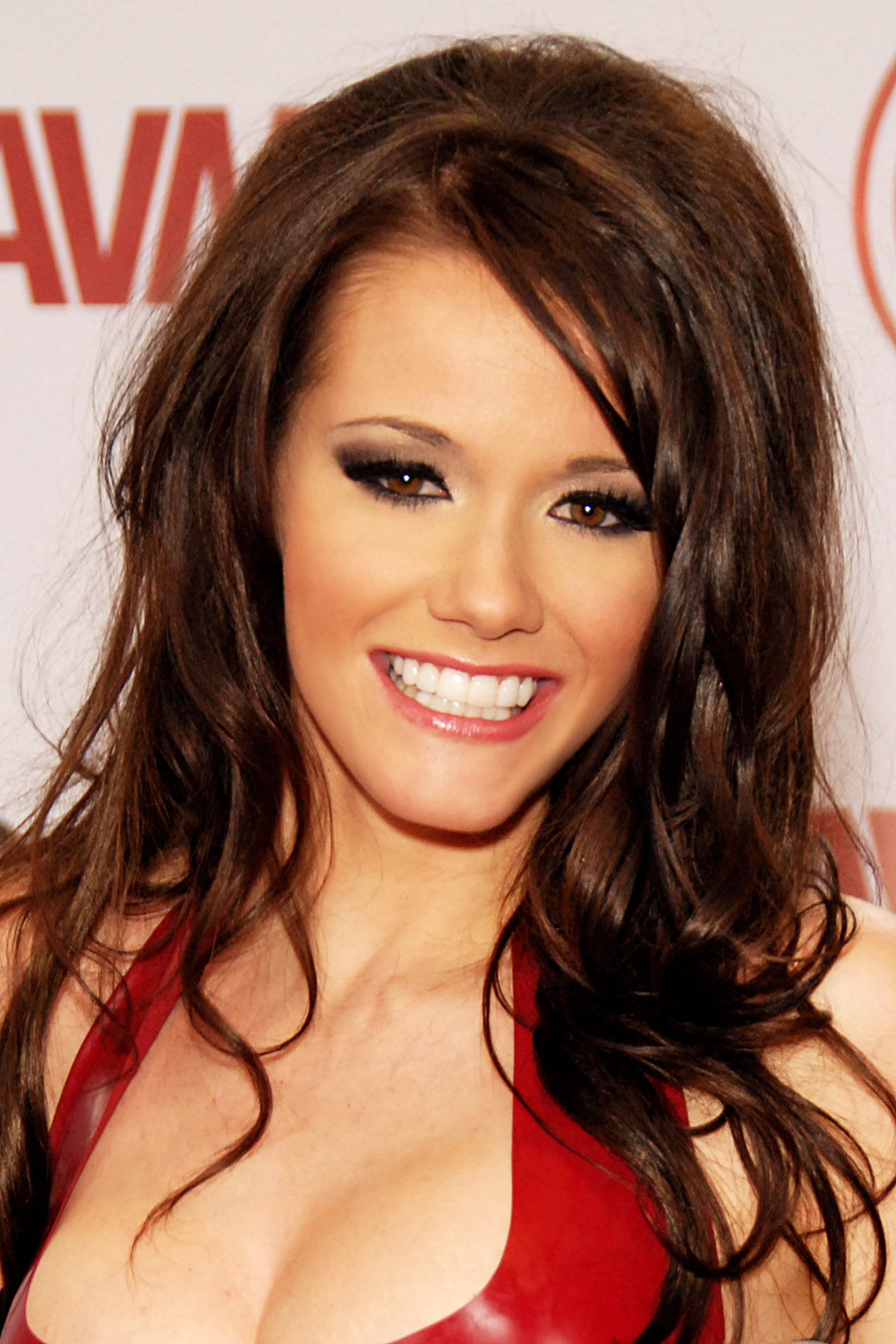
Raven Alexis (2011)

Raven Alexis (* 28. Januar 1987 in Spokane, Washington; † 23. März 2022 in Las Vegas, Nevada) war eine US-amerikanische Pornodarstellerin.

## Karriere
Während ihres Jurastudiums an der Boise State University war Raven Alexis mit einem Fotografen befreundet, der sie bat, für Aktfotografien zu posieren. Die Ergebnisse überzeugten Alexis, sodass sie begann, diese im Internet auf verschiedenen Webseiten wie MET ART zu präsentieren. Da sie sich in ihrer Studienzeit auch mit Webdesign und Programmierung beschäftigt hatte, entwickelte sie bald darauf zwei eigene Webseiten. 2009 begann sie in Pornofilmen mitzuspielen und bewarb sich nach drei bei Girlfriends Films und VCX produzierten Filmen bei Digital Playground, wo sie im September des Jahres einen Exklusivvertrag erhielt. Nach etwas über einem Jahr beendeten Digital Playground und Raven Alexis den exklusiven Vertrag wieder.
Für ihre Mitwirkung im 2010 gedrehten Film Body Heat erhielt sie 2011 den AVN Award in den Kategorien Wildest Sex Scene und Best All-Girl Group Sex Scene.
Raven Alexis hatte Morbus Crohn. Sie starb in diesem Zusammenhang im März 2022 im Alter von 35 Jahren an den Folgen einer Infektion.

## Filmografie (Auswahl)
Die Internet Adult Film Database (IAFD) listete bis Januar 2015 38 Filme, in denen sie mitgespielt hat.
- 2009: Raven Alexis: No Love Lost
- 2009: Raven Alexis: Desires
- 2010: Body Heat
- 2010: Fly Girls
- 2010: Jack's POV 16
- 2010: Raven Alexis: The Substitute
- 2011: Top Guns
- 2011: Raven Alexis: Watching You
- 2012: Raven Alexis Unleashed
- 2013: Pleasure Spa

## Auszeichnungen

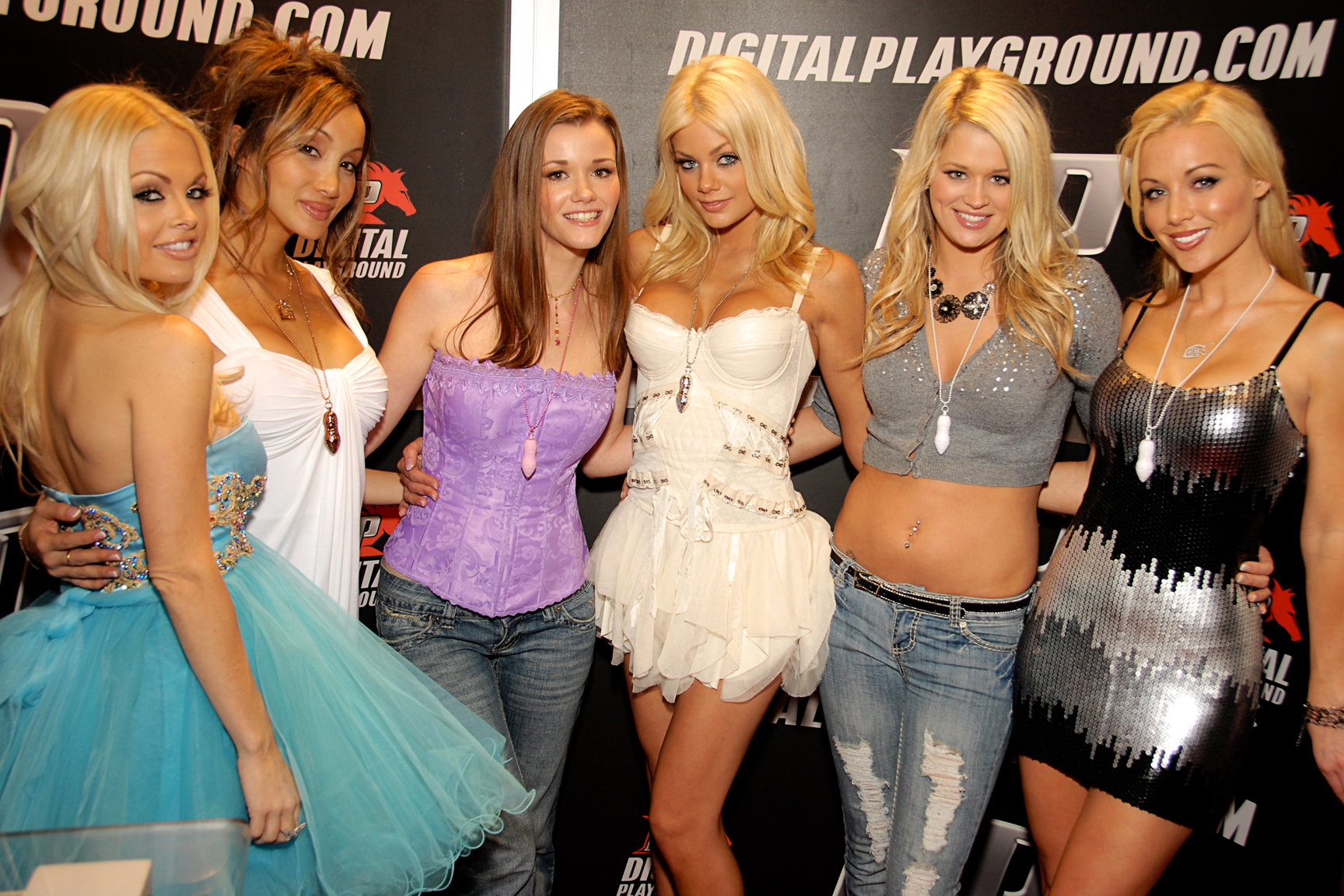
Raven Alexis (dritte von links), zusammen mit anderen Teilnehmerinnen beim AVN-Award 2010.

| Jahr | Preis      | Award                                                                                     | Film      |
| ---- | ---------- | ----------------------------------------------------------------------------------------- | --------- |
| 2011 | AVN Award  | Best All-Girl Group Sex Scene (mit Kayden Kross, Jesse Jane, Riley Steele und Katsuni)    | Body Heat |
| 2011 | AVN Award  | Fan Award – Best Group Sex Scene (mit Kayden Kross, Jesse Jane, Riley Steele und Katsuni) | Body Heat |
| 2012 | XBIZ Award | Supporting Acting Performance of the Year — Female                                        | Top Guns  |